# Aeropuerto de Tivat
El Aeropuerto de Tivat (en montenegrino: Аеродром Тиват, Aerodrom Tivat) (IATA: TIV, ICAO: LYTV) es un aeropuerto internacional que sirve a la ciudad costera de Tivat, en Montenegro, y sus alrededores.
El aeropuerto está situado a 3 kilómetros al sur del centro urbano de Tivat y es el segundo aeropuerto con más tráfico del país tras el Aeropuerto de Podgorica. El tránsito en el aeropuerto se ha ido incrementando gracias al turismo en Montenegro, acercándose el 80% de pasajeros durante la temporada alta, entre mayo y septiembre.

## Historia
El aeropuerto de Tivat fue inaugurado el 30 de mayo de 1957, un pequeño aeropuerto con una única pista de aterrizaje, un edificio para albergar la terminal y la torre de control. Entre 1957 y 1968, la actividad del aeropuerto consistió mayormente en tráfico de pasajeros doméstico hacia Belgrado, Zagreb y Skopie, con aviones de tipo JAT Douglas DC-3 y Ilyushin II-14.
Entre 1968 y 1971, se amplió y modernizó el aeropuerto, abriendo de nuevo sus puertas al público el 25 de septiembre de 1971 con una pista asfaltada, paradas de taxi y una nueva terminal de pasajeros y torre de control. Tras el terremoto de 1979, el aeropuerto tuvo que afrontar una nueva remodelación. La plataforma y la parada de servicio público fueron ampliados, especialmente para que el aeropuerto pudiera albergar aviones de gran calado.
El 23 de abril de 2003, el propietario del aeropuerto cedió el mismo desde Jat Airways a la compañía pública Aeropuertos de Montenegro, cuyo dueño es el gobierno del país. Desde entonces, el aeropuerto ha vuelto a modernizarse y remodelarse, construyendo una terminal de pasajeros inaugurada el 3 de junio de 2006. En octubre de 2007, Corea del Sur realizó una donación de un millón de dólares para nuevo equipamiento que incluyó desde cargadores hasta un sistema de visualización de información de vuelos. Nuevas reformas se realizaron en 2008, cuando se prohibió permanentemente el uso de aviones tipo Ilyushin II-86 al aeropuerto de Tivat, por lo que deben desviarse al Aeropuerto de Podgorica debido al gran ruido producido.
Sin embargo, el tráfico de pasajeros a mediados en 2015 se acercó al millón de personas, y no deja de aumentar, convirtiéndose la terminal de pasajeros en un cuello de botella en los meses de temporada alta en verano. En diciembre de 2018, el primer ministro Duško Marković inauguró la Terminal 2 del Aeropuerto, nuevo edificio desde la construcción del edificio original en 2006. Marković aprovechó la oportunidad para recalcar la cooperación entre el Gobierno y la gestora de los aeropuertos como un ejemplo seguido por otras naciones tras Montenegro.

## Aerolíneas y destinos
Las siguientes aerolíneas operan vuelos regulares en el Aeropuerto de Tivat:
| Aerolíneas                      | Destinos |
| ------------------------------- | --- |
| Air Montenegro                  | Belgrado, Estambul Estacional: Bakú (inicia 3 de junio de 2024), Brno, Esmirna (inicia 1 de abril de 2024), Ljubliana, Praga Chárter estacional: Riga, Tallin, Vilna |
| Air Nostrum                     | Chárter estacional: Bari |
| Air Serbia                      | Belgrado Estacional: Kraljevo, Niš |
| airBaltic                       | Estacional: Riga |
| Austrian Airlines               | Estacional: Viena |
| Avion Express                   | Chárter estacional: Vilna |
| Braathens International Airways | Chárter estacional: Oslo |
| easyJet                         | Estacional: Berlín, Bristol (inicia 24 de junio de 2024), Ginebra, Londres–Gatwick, Londres–Luton (inicia 1 de abril de 2024), Mánchester                            |
| Edelweiss Air                   | Estacional: Zúrich |
| Eurowings                       | Estacional: Berlín (inicia 4 de mayo de 2024), Düsseldorf, Stuttgart                                                                                                 |
| flydubai                        | Estacional: Dubái–Internacional |
| FlyOne                          | Estacional: Ereván Chárter estacional: Chisináu |
| Israir                          | Estacional: Tel Aviv |
| Jazeera Airways                 | Estacional: Kuwait City |
| Jet2.com                        | Estacional: Birmingham (inicia 2 de mayo de 2024), Londres–Stansted (inicia 1 de abril de 2024), Mánchester                                                          |
| Lufthansa                       | Estacional: Fráncfort, Múnich |
| Luxair                          | Estacional: Luxemburgo |
| Norwegian Air Shuttle           | Estacional: Copenhague (inicia 23 de junio de 2024), Helsinki, Oslo, Riga (inicia 4 de mayo de 2024)                                                                 |
| Scandinavian Airlines           | Estacional: Copenhague, Oslo (inicia 27 de junio de 2024), Estocolmo–Arlanda                                                                                         |
| SkyUp                           | Chárter estacional: Gdansk, Katowice, Rzeszów |
| SmartLynx Airlines Estonia      | Chárter estacional: Tallin |
| Sun d'Or                        | Tel Aviv |
| Transavia                       | Estacional: París–Orly |
| TUI fly Belgium                 | Estacional: Bruselas |
| Turkish Airlines                | Estambul |
| Uzbekistan Airways              | Chárter estacional: Taskent |

## Rutas más concurridas
A continuación se exponen las conexiones entre el Aeropuerto de Tivat y otras ciudades en el año 2019.
| Posición | Aeropuerto                                  | Pasajeros 2019 |
| -------- | ------------------------------------------- | -------------- |
| 1        | Aeropuerto de Moscú-Domodédovo (Rusia)      | 334.880        |
| 2        | Aeropuerto de Belgrado (Serbia)             | 236.378        |
| 3        | Aeropuerto de Moscú-Vnúkovo (Rusia)         | 182.016        |
| 4        | Aeropuerto de Moscú-Sheremétievo (Rusia)    | 114.665        |
| 5        | Aeropuerto Púlkovo (Rusia)                  | 62.147         |
| 6        | Aeropuerto de Borýspil (Ucrania)            | 39.415         |
| 7        | Aeropuerto Ben Gurión (Israel)              | 36.147         |
| 8        | Aeropuerto de Londres-Gatwick (Reino Unido) | 35.883         |
| 9        | Aeropuerto de Minsk (Bielorrusia)           | 34.697         |